# Jens Arlt
Jens Arlt (* 30. März 1969 in Hannover) ist ein Brigadegeneral des Heeres der Bundeswehr und seit April 2025 Deputy Chief of Staff Operation and Training im I. Deutsch-Niederländisches Corps in Münster.

## Militärische Laufbahn

### Ausbildung und erste Verwendungen
Arlt trat 1989 als Grundwehrdienstleistender beim Panzeraufklärungslehrbataillon 11 in Munster in die Bundeswehr ein. Nach dem Wechsel in die Laufbahn der Offiziere des Truppendienstes wurde er Offizieranwärter und von 1990 bis 1994 zum Offizier der Panzeraufklärungstruppe ausgebildet. Als einer von wenigen Offizieren absolvierte er kein Studium an einer Universität der Bundeswehr. Stattdessen folgte eine Verwendung als Zugführer beim Panzeraufklärungsbataillon 13 in Gotha. Arlt bewarb sich beim Kommando Spezialkräfte (KSK) in Calw und absolvierte erfolgreich das Auswahlverfahren. Sodann wurde er von 1998 bis 2001 als Zugführer in einer Kommandokompanie und anschließend bis 2002 als Kommandooffizier in der Gruppe Weiterentwicklung des KSK eingesetzt. Arlt besuchte von 2002 bis 2004 die Führungsakademie der Bundeswehr in Hamburg, wo er zum Offizier im Generalstabsdienst ausgebildet wurde.

### Dienst als Stabsoffizier
Zurück in Calw erfolgte 2004 seine erste Stabsverwendung als Stabsoffizier G3 (Operation und Übung) beim KSK. Er wurde 2006 auf den Dienstposten eines Referenten im Bundesministerium der Verteidigung (BMVg), Führungsstab V 6 (Einsatz der Bundeswehr) in Bonn und 2008 im Einsatzführungsstab 7 (Grundlagen und Operationen Spezialkräfte/spezialisierte Kräfte; nationale Krisenvorsorge) versetzt, bevor er 2009 als Kommandeur Einsatzkräfte erneut zum KSK versetzt wurde.
Anschließend war Arlt von 2011 bis 2013 Personalführer im Personalamt der Bundeswehr I 2 (Einzelpersonalführung PSt 112A) in Köln und anschließend bis 2014 Arbeitsbereichsleiter Heer im BMVg Personalamt Abteilung II 2 (Einzelpersonalführung Heer) in Bonn.
Die Leitung der Abteilung G5/J5 (Planung/Strategie/Doktrin) im Stab des I. Deutsch-Niederländischen Corps in Münster übernahm er 2014 und wurde 2016 Chef des Stabes der 1. Panzerdivision in Oldenburg. Es folgte 2018 eine Verwendung als Referatsleiter für Militärpolitik und Einsatz Region Europa, Eurasien und Arktis im BMVg Abteilung Strategie und Einsatz II 2 in Berlin.

### Dienst als General
Im April 2020 übernahm Arlt noch im Dienstgrad Oberst die Führung der Luftlandebrigade 1 von Dirk Faust. Im Dezember 2020 erhielt er auf diesem Dienstposten auch die Ernennung zum Brigadegeneral. Arlt befehligte damit den schnellsten verfügbaren Großverband der Bundeswehr für Kriseneinsätze im Ausland. Am 29. März 2023 gab er das Kommando an Oberst Andreas Steinhaus ab. Arlt trat einen Posten im Bundesministerium der Verteidigung in Berlin als Unterabteilungsleiter Führung Streitkräfte I an. Zum 1. Februar 2024 wurde die Unterabteilung in Einsatzbereitschaft und Unterstützung Streitkräfte I umbenannt. Die Zuständigkeit umfasste die Einsatzbereitschaft der Streitkräfte, Innere Führung und Reservistenangelegenheiten. Seit April 2025 ist Arlt Deputy Chief of Staff Operation and Training im I. Deutsch-Niederländisches Corps in Münster.

### Auslandseinsätze
Arlt nahm während seiner Zeit beim KSK an Auslandseinsätzen in Bosnien und Herzegowina (SFOR), im Kosovo (KFOR), im Rahmen der Operation Enduring Freedom und der International Security Assistance Force (ISAF) teil.
Nach dem Vormarsch der Taliban bis in die afghanische Hauptstadt Kabul führte er im August 2021 vom Flughafen Kabul aus den kurzfristig dort und am Flughafen Taschkent stationierten Einsatzverband der Bundeswehr, der die deutschen Evakuierungsflüge durchführte. Arlt wurde vom Bundespräsident Frank-Walter Steinmeier am 17. September 2021 mit dem Verdienstkreuz 1. Klasse des Verdienstordens der Bundesrepublik Deutschland für seinen Einsatz in Kabul ausgezeichnet.

## Sonstiges
Ende 2021 wurde Arlt von der CDU Saar zum Mitglied der 17. Bundesversammlung zur Wahl des deutschen Bundespräsidenten 2022 nominiert und nahm am 12. Februar 2022 an dieser teil.

## Auszeichnungen

Meritorious Service Medal

- 1998: Ehrenkreuz der Bundeswehr in Bronze
- 1999: Einsatzmedaille SFOR in Bronze
- 2000: Einsatzmedaille KFOR in Bronze
- 2003: Nederlandse Bond voor Lichamelijke Opvoeding Bronzekreuz mit Krone (Niederlande)
- 2005: Einsatzmedaille Enduring Freedom in Bronze
- 2009: Einsatzmedaille ISAF in Bronze
- 2011: Ehrenkreuz der Bundeswehr in Gold
- 2011: Meritorious Service Medal (USA)
- 2021: Verdienstkreuz 1. Klasse des Verdienstordens der Bundesrepublik Deutschland[12]
- 2021: Einsatzmedaille MilEvakOp in Bronze[13][14][15]

## Privates
Arlt ist verheiratet und hat drei Kinder.